# Rascló dels tsingys
El rascló dels tsingys(Mentocrex beankaensis) és una espècie d'ocell de la família dels sarotrúrids (Sarothruridae) que va ser descrita l'any 2011 per Goodman et al.
 i assignada al gènere Canirallus, dins la família dels ràl·lids.

Habita Madagascar occidental.